# Дуби 6-го листопада
«Дуби 6-го листопада» - ботанічна пам’ятка природи місцевого значення, знаходиться  в Подільському районі м. Києва по вулиці Кобзарській, 25. Заповідана у листопаді  2009 року (рішення Київради від 27.11.2009 №713/2782).

## Опис
Дуби 6-го листопада являють собою групу з 11 дерев дуба черещатого віком більше 400 років. Висота дерев досягає 30 м, на висоті 1,3 м дерева мають в охопленні 3,4-5,0 м. Два дуби зростають в південно-західній частині парку поблизу будинку №25 по вулиці Кобзарській, 9 дубів зростають напроти ставка в районі спортивного та дитячого майданчиків.

## Галерея

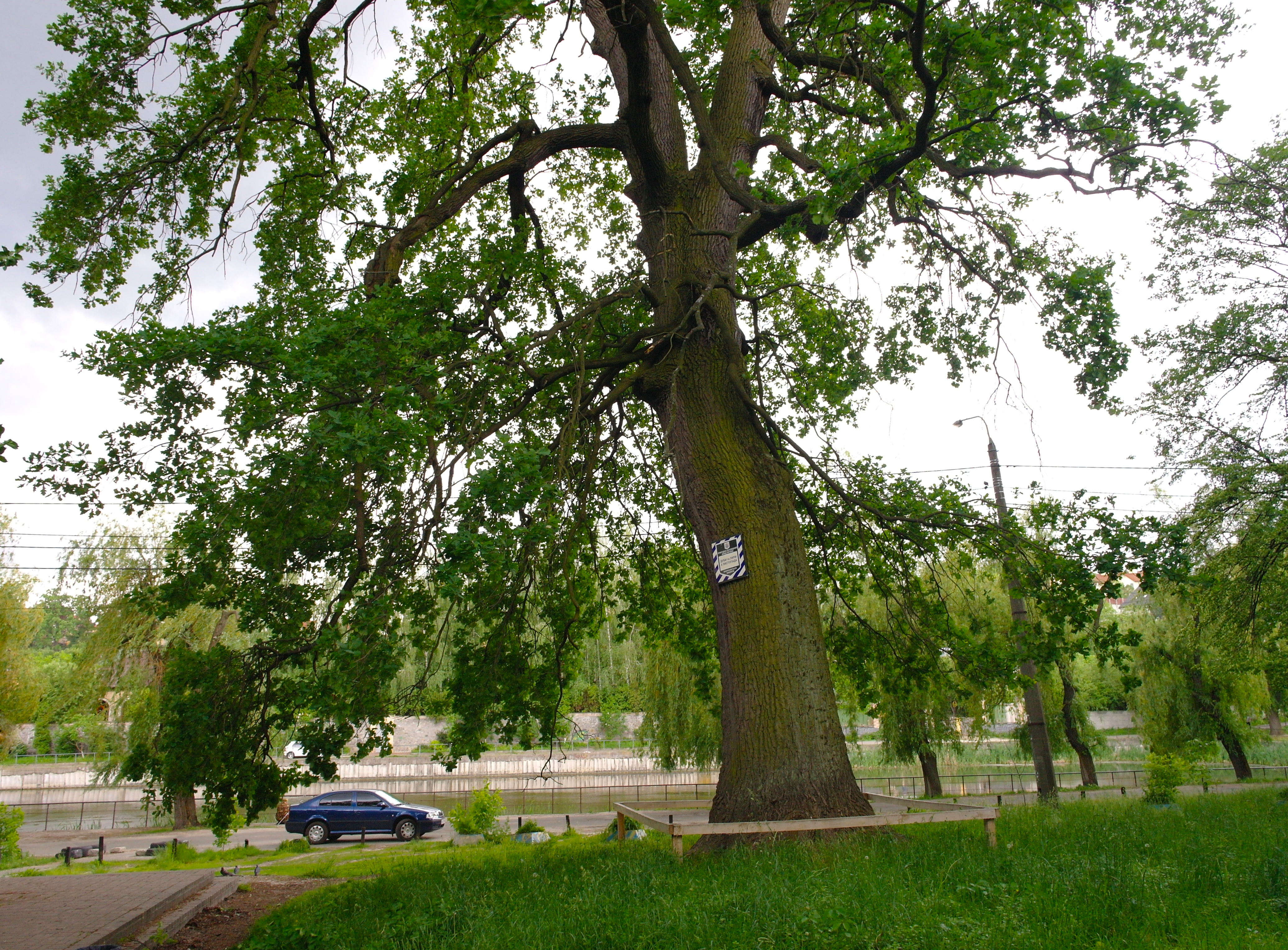
Один з дубів (травень 2018)
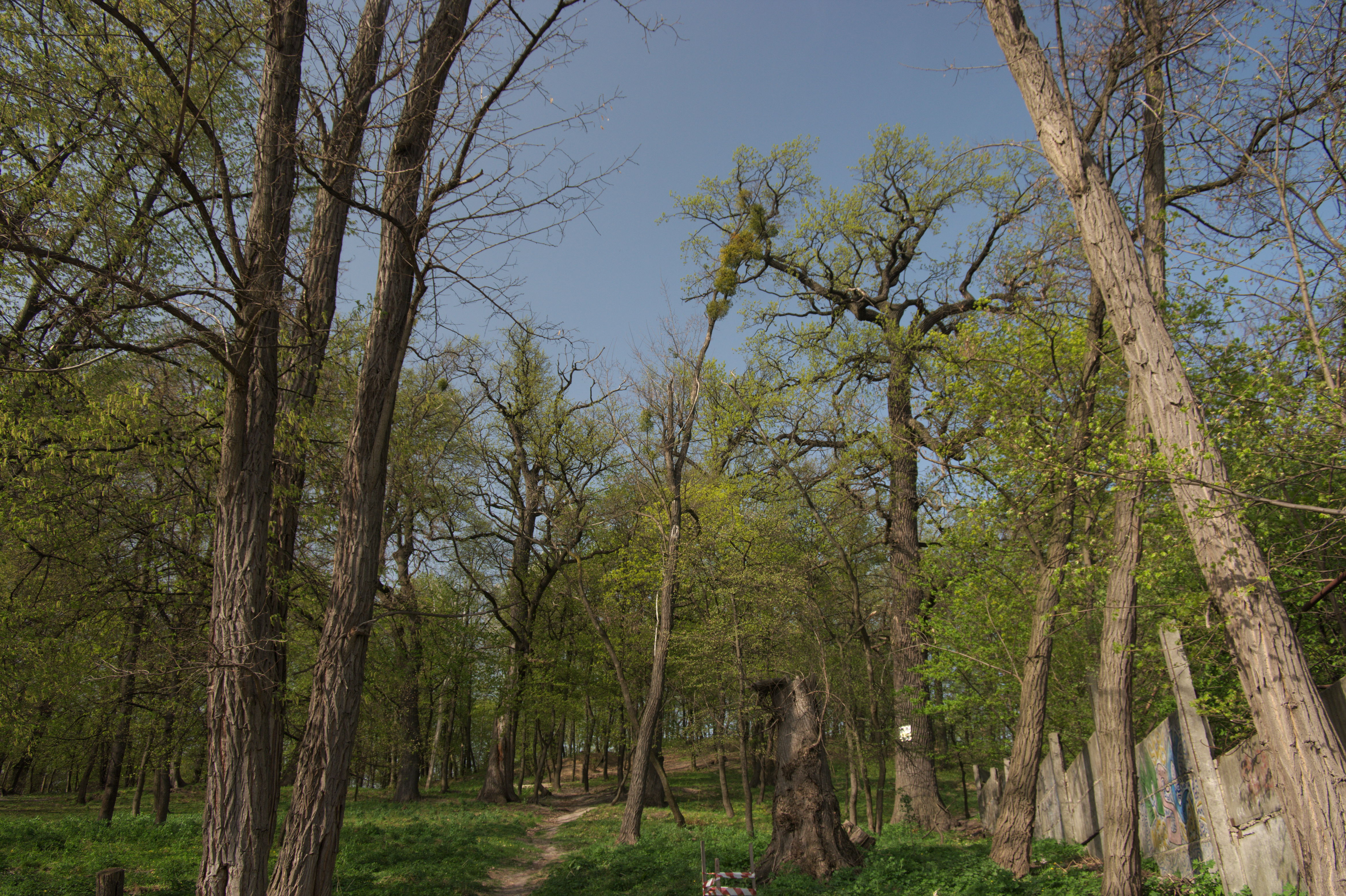
Один з дубів в парку (квітень 2013)
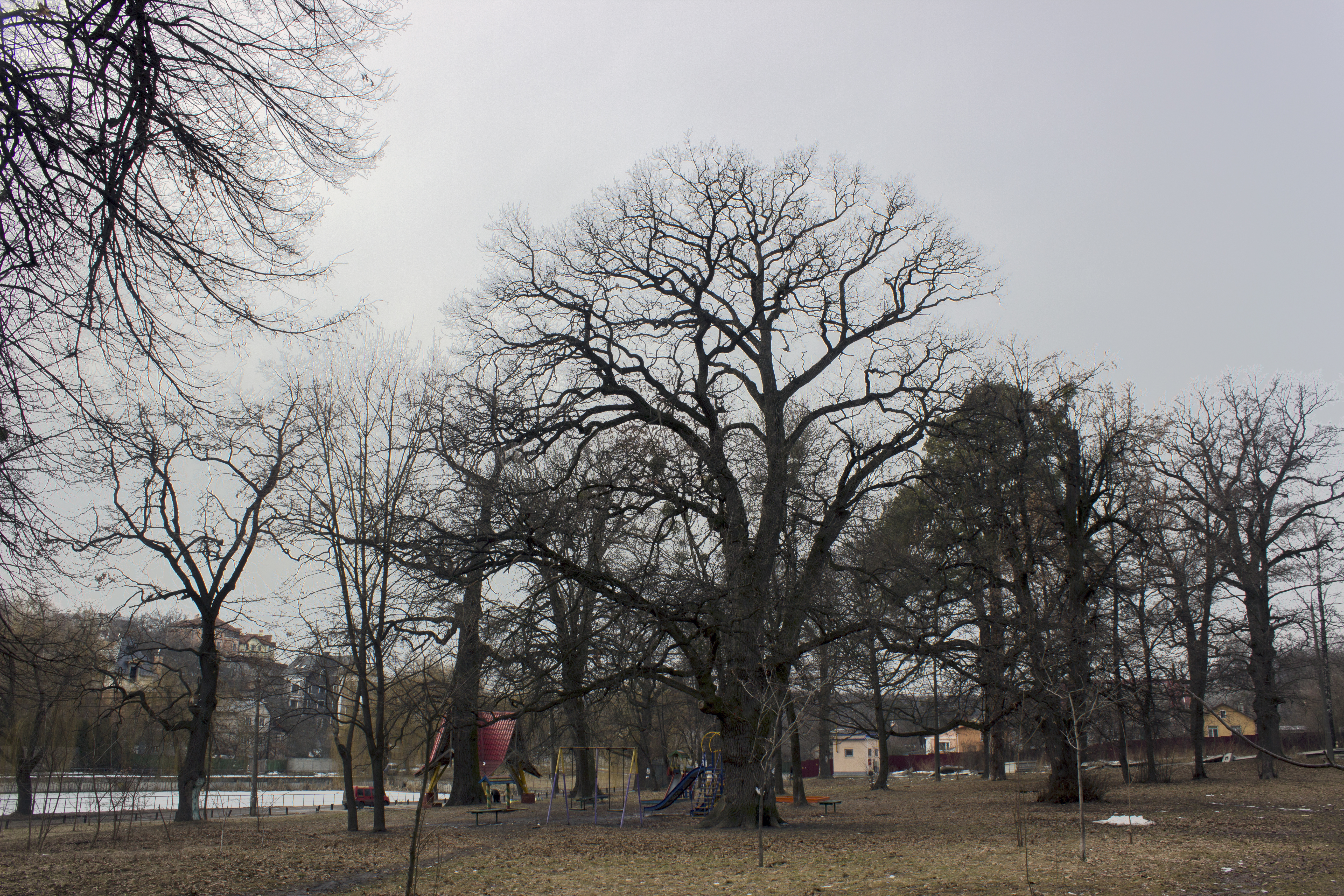
Один з дубів в парку (лютий 2015)
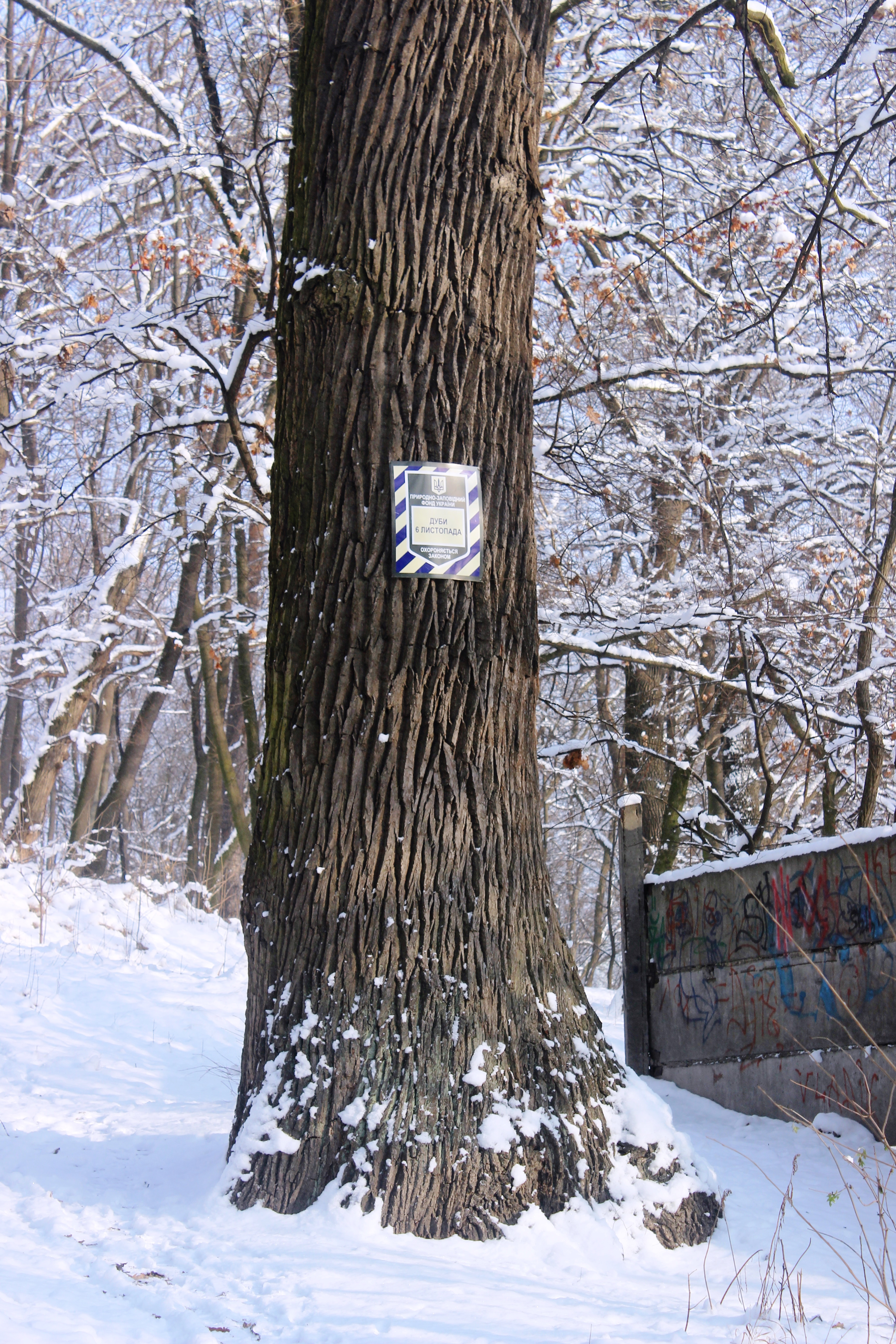
Один з дубів в парку (січень 2016)
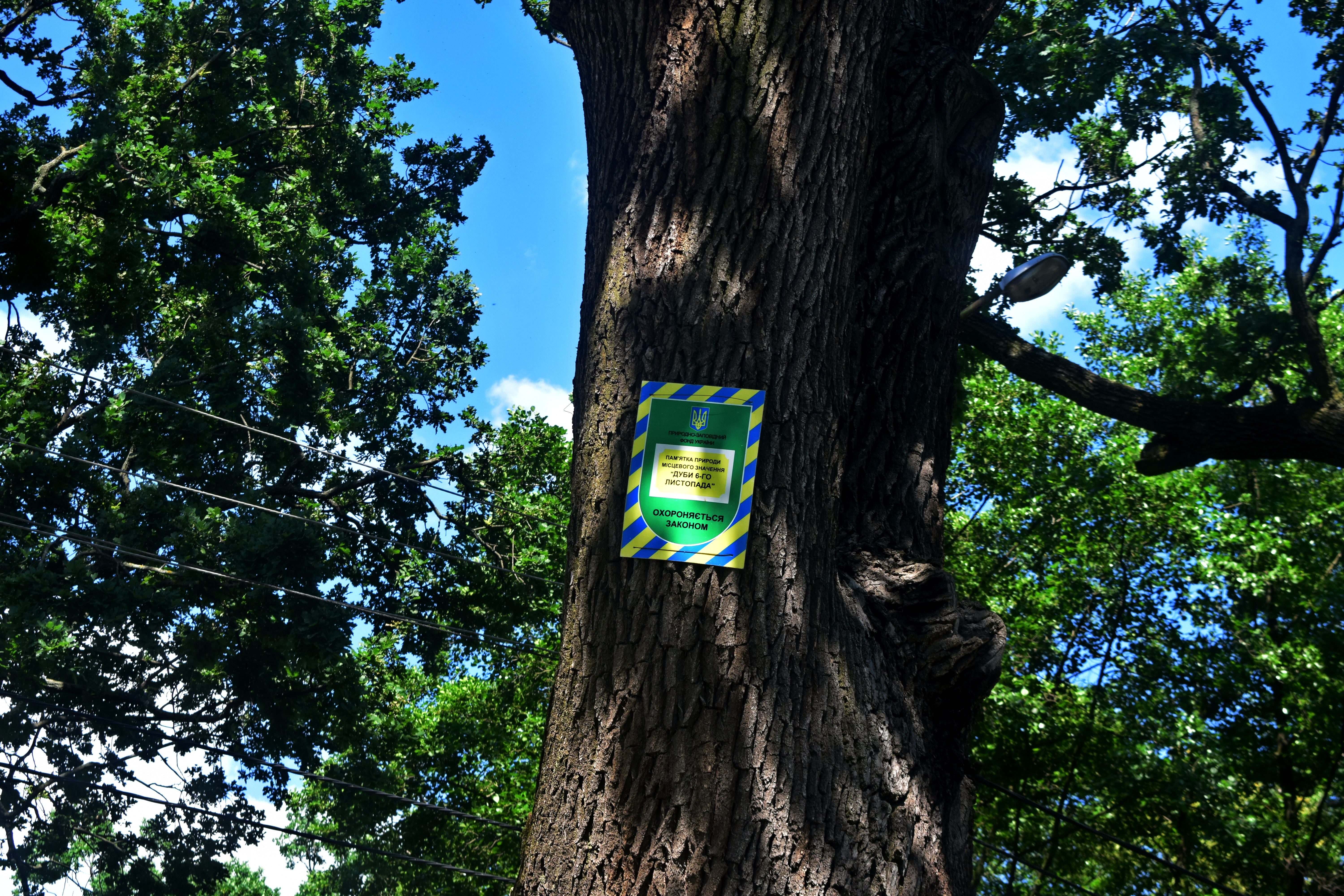
Один з дубів в парку (червень 2020)
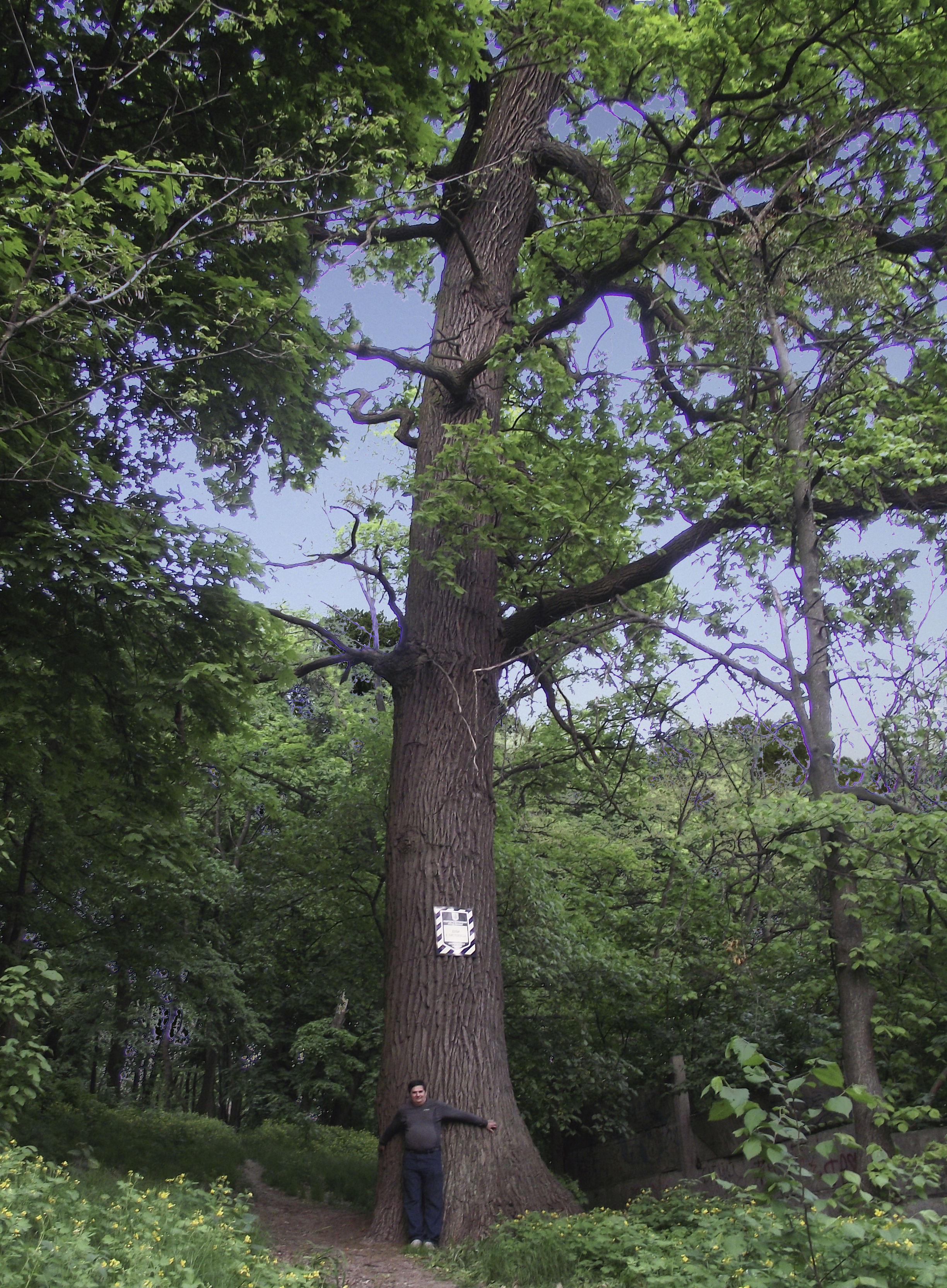
Людина біля одного з дубів в парку (2009)